# 악어왕도마뱀
악어왕도마뱀(Crocodile monitor)은 흔히 파푸아왕도마뱀(Papuan monitor), 살바도리왕도마뱀(Salvadori's monitor)라고도 알려져 있으며, 뉴기니섬에 서식하는 왕도마뱀의 일종이다. 뉴기니섬에서 가장 큰 왕도마뱀이며, 최대 255cm까지 검증된 가장 긴 도마뱀 중 하나이다. 꼬리는 매우 길며, 일부 표본은 코모도왕도마뱀의 길이를 초과하지만 크기는 작다고 주장한다.
악어왕도마뱀은 노란색 반점 띠로 표시된 짙은 녹색 몸을 가진 교목성 도마뱀이다. 무딘 주둥이와 매우 긴 꼬리를 가지고 있다. 뉴기니섬 남동부의 맹그로브숲과 해안 열대 우림에 서식하며 새와 작은 포유류부터 알, 기타 파충류, 양서류, 부육에 이르기까지 모든 것을 기회주의적으로 먹이로 먹는다. 크고 뒤로 구부러진 이빨은 빠르게 움직이는 먹이를 잡는 데 대부분의 왕도마뱀보다 더 잘 적응되어 있다. 모든 왕도마뱀과 마찬가지로 다른 도마뱀보다 달릴 때 더 쉽게 숨을 쉴 수 있는 해부학적 특징을 가지고 있으며 때때로 가장 민첩한 왕도마뱀 종 중 하나로 간주되기도 한다.
악어왕도마뱀은 탈산림화와 밀렵으로 인해 위협을 받고 있으며 CITES의 보호를 받고 있다. 사육 상태에서 번식하기 어렵기 때문에 번식과 발달에 대해서는 알려진 바가 거의 없다. 포획 사육 시도는 대부분 실패했다. 뉴기니섬에서는 부족원들이 사냥하고 가죽을 벗겨 북을 만들기도 한다. "악령"으로 묘사되지만, 현지 주민들은 악어가 근처에 있으면 경고를 보낸다고 주장한다.

## 분포
뉴기니섬에서 발견되는 7종의 왕도마뱀 중 가장 큰 악어왕도마뱀은 파푸아뉴기니와 인도네시아 서뉴기니 지역 모두에서 발견된다. 저지대 열대 우림과 해안 맹그로브 늪의 높고 낮은 덮개에서 서식하며, 우기에 홍수가 발생하면 때때로 이 지역에서 탈출하기도 한다. 악어왕도마뱀에 대한 자세한 현장 조사 데이터는 제공되지 않으므로 전체 범위를 알 수 없다. 외딴 곳에 있고 일반적으로 접근하기 어려운 서식지는 자연 서식지에서 이 왕도마뱀을 자세히 연구하는 데 장애물이 된다.

## 생물학 및 형태학

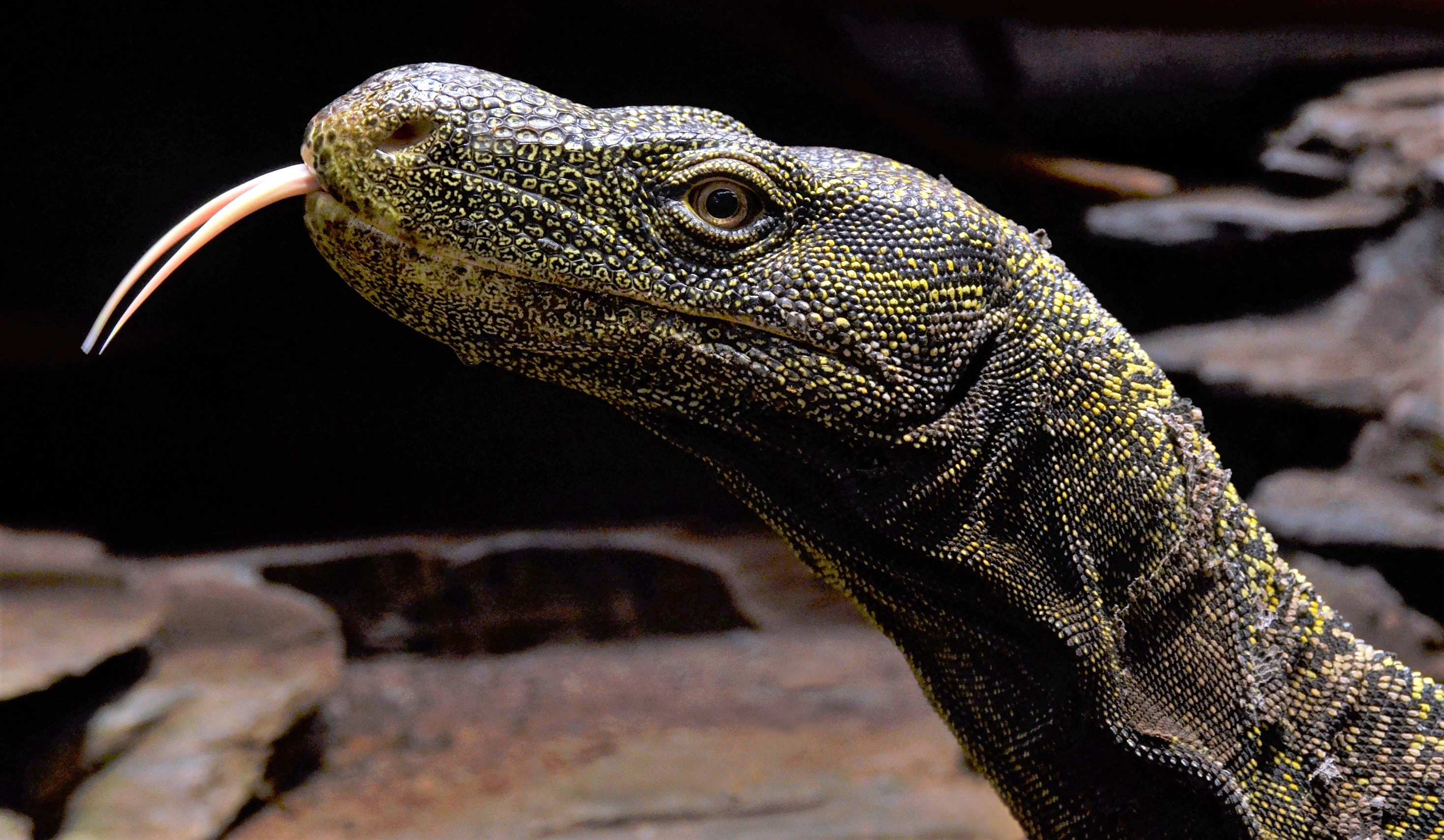
쾰른 동물원에서 촬영한 구근 주둥이의 세부 정보

악어왕도마뱀의 특징은 무딘 구근 주둥이로 뉴기니섬의 다른 모든 왕도마뱀과 다르게 생겼으며 "나무 악어"라는 일반적인 이름을 제안했다는 점이다. 도마뱀의 몸은 짙은 녹색에 노란색 반점 고리가 있다. 꼬리는 노란색과 검은색으로 띠를 두었으며 매우 길다.
이빨은 길고 곧으며 날카롭다. 발톱은 눈에 띄고 강하게 구부러져 있다. 수컷은 몸무게와 길이 모두 암컷보다 훨씬 큰 크기에 도달하며 머리가 더 튼튼한 경향이 있다.

### 호흡

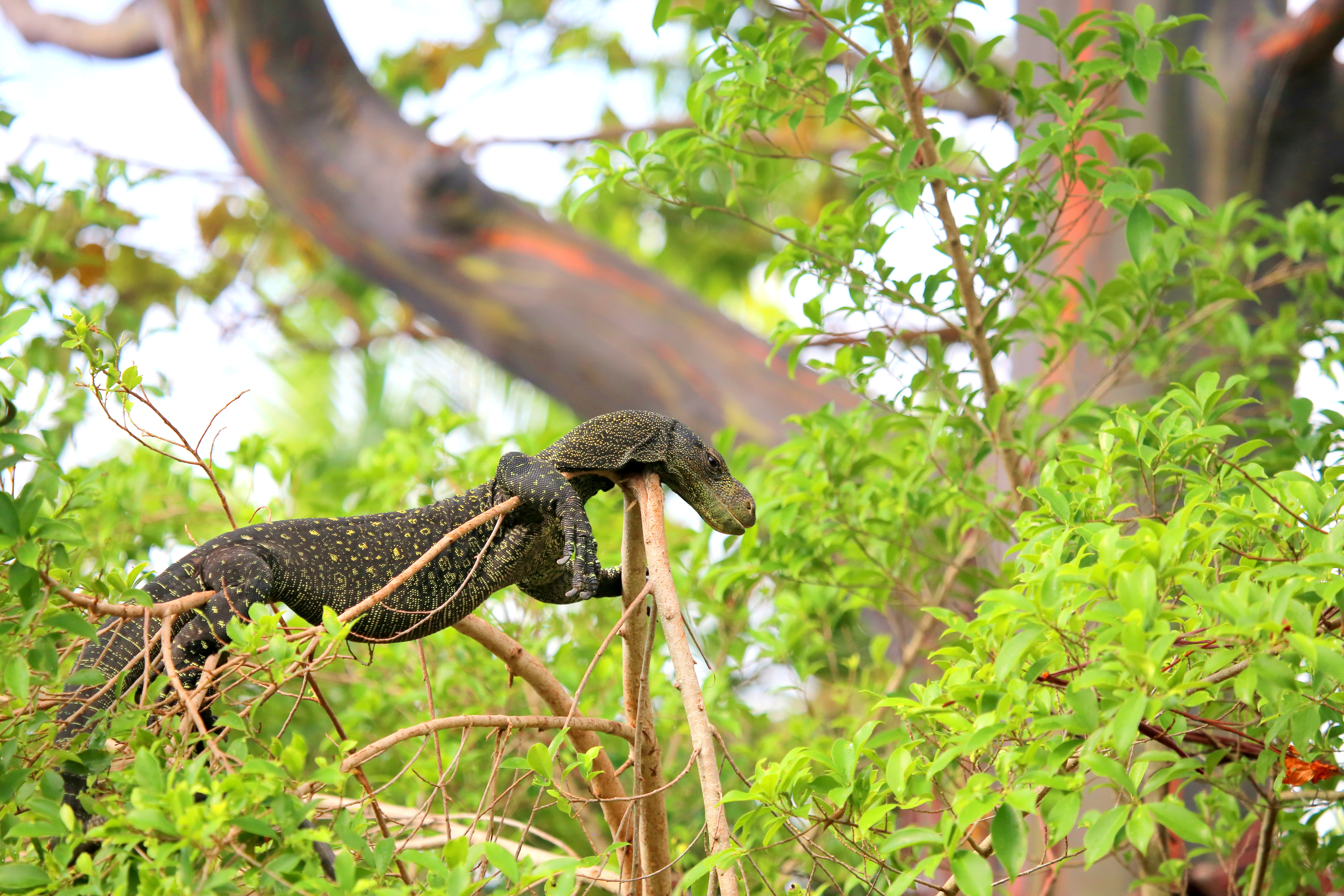
나무에 올라간 악어왕도마뱀

다른 왕도마뱀 종과 마찬가지로 악어왕도마뱀은 포유류와 유사한 호기성 능력을 가지고 있으며, 동물의 목에 있는 양압 각 펌프는 폐 환기를 도와준다. 달리는 동안 효율적으로 호흡할 수 없는 대부분의 도마뱀과 달리, 캐리어의 제약으로 인해 왕도마뱀의 각 펌프를 사용하면 달리는 걸음걸이로 한 번에 한 폐가 압박받는 효과를 극복할 수 있다. 각 펌프의 진화적 발달은 운동과 무관하게 폐를 환기하는 포유류의 횡격막의 발달과 기능적으로 유사하다. 악어왕도마뱀 중에서도 악어왕도마뱀은 나무 줄기를 빠르게 달리고 가지에서 가지로 뛰어다니는 가장 민첩한 종 중 하나이다. 연구는 각 호흡이 캐리어의 제약의 영향을 가리는 진화적 발달이라는 생각을 뒷받침한다.

### 크기
악어왕도마뱀은 현존하는 변종 중에서도 어린 개체와 성체 모두에서 동물의 꼬리가 주둥이에서 통풍구까지의 길이보다 훨씬 길다는 점에서 독특하다. 꼬리는 일반적으로 주둥이에서 통풍구까지의 길이의 2~2.7배이다.
악어왕도마뱀은 부화 시 길이가 약 45cm이고 약 170cm일 때 성숙기에 도달한다. 최대 길이에 대한 보고는 매우 다양하며 많은 논쟁의 대상이다. 현존하는 도마뱀 종 중 가장 긴 길이를 얻었을 가능성이 있지만 코모도왕도마뱀보다는 훨씬 작다. 악어왕도마뱀의 길이는 최대 255cm에 달하는 것으로 확인되었다.
악어왕도마뱀이 큰 무게에 도달했다는 주장도 검증되지 않았으며, 비슷한 길이의 코모도왕도마뱀보다 훨씬 더 가느다란 종이다. 이 종의 일반적인 보고 길이는 200cm 미만이며 몸무게는 약 20kg이지만, 이 가느다란 교목 종의 건강한(즉, 비만하지 않은) 개체에게는 의문의 여지가 있다. 10개의 표본은 1.16~2.25m 길이에 5~6.38kg에 불과한 것으로 밝혀졌으며, 사육 중인 건강한 성체를 대상으로 검토한 결과 일반적인 몸무게는 최대 6kg인 것으로 나타났다. 한 연구에서 잡힌 악어왕도마뱀의 평균 크기는 99.2cm, 무게는 2.02kg이었지만 이들은 어린 표본이었을 것이다.

## 행동
악어왕도마뱀은 고도로 교목이 많은 도마뱀이다. 뒷다리로 나뭇가지에 매달릴 수 있으며 때때로 꼬리를 잡기 전에 잡기 위해 사용하기도 한다. 그러나 꼬리의 주요 기능은 나뭇가지에서 나뭇가지로 도약할 때 균형을 잡는 것이다. 다른 일부 왕도마뱀속과 마찬가지로 포획된 표본이 꼬리로 사육자를 채찍질할 수 있기 때문에 꼬리는 방어용으로도 사용될 수 있다. 이 종은 애완동물 거래에서 가끔 볼 수 있지만 공격성과 예측 불가능성으로 유명하다. 휴식을 취하고 나무에서 목욕하는 것으로 알려져 있지만 땅 위에서 자거나 물에 잠기도 한다.
이 왕도마뱀은 뒷다리로 일어나 주변 환경과 행동을 확인하며 모래왕도마뱀에도 기록되어 있다. 이 왕도마뱀은 꼬리를 뒤로 말아 올리는 경고 자세를 보이는 것으로 알려져 있다. 토착 신앙에 따르면 악어를 보면 경고 신호를 보낸다고 한다. 일반적으로 악어왕도마뱀은 사람과의 접촉을 피하지만 코모도왕도마뱀과 마찬가지로 물린 상처는 감염을 일으킬 수 있다. 1983년 파푸아족 여성이 물린 후 감염으로 사망한 사례도 있다.

### 먹이

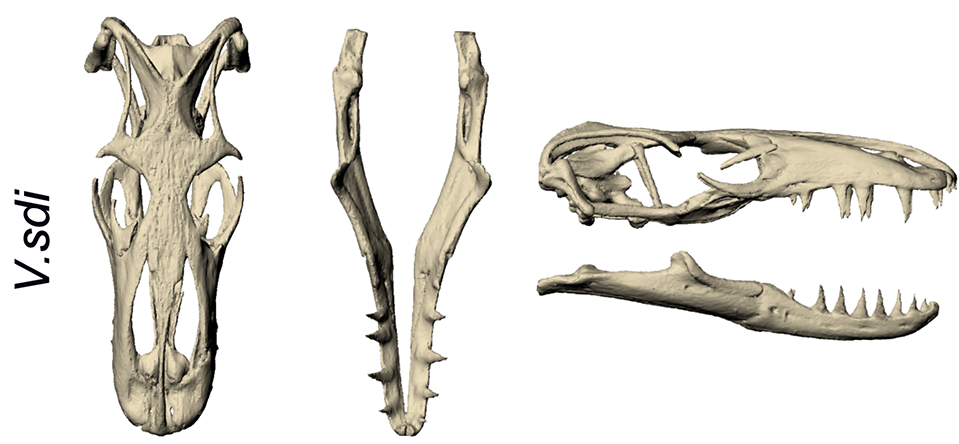
악어왕도마뱀 두개골

악어왕도마뱀의 이빨은 일반적으로 무뚝뚝하고 못 모양이며 약간 뒤쪽을 향하고 있는 다른 왕도마뱀 종의 이빨과 닮지 않았다. 악어왕도마뱀의 윗니는 길고 송곳니 모양이며 턱뼈에 수직으로 고정되어 새, 박쥐, 설치류와 같이 빠르게 움직이는 먹이에 걸 수 있도록 적응되어 있다. 아랫니는 살이 많은 칼집에 보관되어 있다. 야생에서 악어왕도마뱀은 새, 알, 작은 포유류(쥐나 반디쿠트와 같은), 개구리, 파충류, 부육을 잡아먹는 뉴기니섬 최고의 포식자이다. 원주민들은 돼지, 사슴, 사냥개를 잡아먹고 먹이를 덮개에 던져 잡아먹을 수 있다고 보고했다. 포획된 표본은 물고기, 개구리, 설치류, 닭, 개 사료를 먹는 것으로 알려져 있다.
이 종은 왕도마뱀을 위해 독특한 방식으로 먹이를 사냥하는 것이 관찰되었다. 악어왕도마뱀은 먹이를 따라 뒤에서 매복하는 대신 먹이를 스토킹하여 어디로 도망갈지 예측하여 정면으로 만날 수 있다.

### 번식
악어왕도마뱀의 번식은 사육 상태에서만 관찰되었기 때문에 야생에서의 번식에 대해서는 알려진 바가 없다. 4~12개의 알로 구성된 알무더기는 10월에서 1월경에 퇴적되며, 알은 크기에 차이를 보이며 이에 대한 설명은 알려지지 않았다. 크기는 7.5cm × 3.4cm에서 10cm × 4.5cm까지 다양하지만 무게는 43.3g에서 60.8g까지 다양하다. 사육 상태에서 낳은 대부분의 무더기는 불임이었으며 지금까지 4번의 번식 성공 사례만 기록되었다. 부화기의 길이는 약 460mm이고 무게는 약 56g이다. 다른 많은 왕도마뱀과 마찬가지로 부화기 악어왕도마뱀은 성체보다 더 다양하며 주로 곤충과 작은 파충류를 먹이로 먹는다.

## 보존
악어왕도마뱀은 현재 국제 무역을 위해 수출 허가를 받아야 하는 CITES 부속서 II에 따라 보호되고 있다. IUCN 적색 목록이나 멸종 위기 종법에는 멸종 위기 종으로 등재되어 있지 않다. 이 종은 북을 만들기 위해 "나무를 오르고, 똑바로 걷고, 불을 피우고, 사람을 죽이는" 악령으로 간주하는 원주민들이 사냥하고 가죽을 벗기는 방식으로 탈산림화와 밀렵의 위협에 직면해 있다. 2008년에는 미국 내 17개 동물원에서 52마리가 사육되었으며, 개인 수집은 알 수 없다.